# 1000-km-Rennen von Buenos Aires 1972
Das neunte  1000-km-Rennen von Buenos Aires, auch Buenos Aires 1000 Kilometres, Buenos Aires, fand am 9. Januar 1972 auf dem Autódromo Juan y Oscar Alfredo Gálvez statt und war der erste Wertungslauf der Sportwagen-Weltmeisterschaft dieses Jahres.

## Das Rennen
Mit dem 1000-km-Rennen von Buenos Aires begann im Januar 1972 die Sportwagen-Weltmeisterschaft 1972. Mit Beginn des Jahres trat ein neues sportliches und technisches Reglement in Kraft. Die wichtigste Neuerung war die Limitierung des Hubraums der Sportwagen der Gruppe 5 auf 3 Liter. Damit konnten Rennfahrzeuge wie der Porsche 917, der Ferrari 512S und der Lola T70 nicht mehr eingesetzt werden. Die neuen Richtlinien ermöglichten jedoch Formel-1-Technologie bei Langstreckenrennen. Dies wirkte sich auf die Motorisierung vieler Teilnehmer aus und ermöglichte den Einsatz des Cosworth-V8-Motors. Da auch der V12-Motor von Matra nur drei Liter Hubraum hatte, gehörten die Matra MS670 nunmehr zu den Favoriten der Rennen. Ferrari hatte bereits 1971 mit dem Ferrari 312PB einen 3-Liter-Prototyp entwickelt.
In Buenos Aires fehlte Matra, wodurch die Entscheidung zwischen den italienischen Teams Ferrari und Alfa Romeo fiel. Nach 1000-km-Renndistanz feierte die Scuderia einen Doppelsieg.

## Ergebnisse

### Schlussklassement
| 1               | S 3.0 | 30 | Spa Ferrari SEFAC            | Ronnie Peterson Tim Schenken                     | Ferrari 312PB       | 168 |
| 2               | S 3.0 | 32 | Spa Ferrari SEFAC            | Clay Regazzoni Brian Redman                      | Ferrari 312PB       | 168 |
| 3               | S 3.0 | 10 | Giovanni Alberti             | Carlo Facetti Giovanni Alberti Andrea de Adamich | Alfa Romeo T33/3-71 | 162 |
| 4               | S 3.0 | 2  | Autodelta SpA                | Vic Elford Helmut Marko                          | Alfa Romeo T33/TT/3 | 160 |
| 5               | S 2.0 | 36 | Chevron Racing Team          | John Hine José Juncadella                        | Chevron B19         | 158 |
| 6               | S 3.0 | 40 | Escuderia Montjuich          | Juan Fernández Jorge de Bagration                | Porsche 908/03      | 157 |
| 7               | S 3.0 | 14 | Ecurie Bonnier               | Gérard Larrousse Chris Craft Reine Wisell        | Lola T280           | 156 |
| 8               | S 2.0 | 34 | Chevron Racing Team          | Niki Bosch John Bridges                          | Chevron B19         | 156 |
| 9               | S 3.0 | 8  | Autodelta SpA                | Nino Vaccarella Carlos Pairetti                  | Alfa Romeo T33/3-71 | 153 |
| 10              | S 3.0 | 28 | Spa Ferrari SEFAC            | Jacky Ickx Mario Andretti                        | Ferrari 312PB       | 152 |
| 11              | S 2.0 | 26 | Abarth-Osella                | Jorge Ternengo Claudio Francisci                 | Abarth 2000SP/71    | 145 |
| 12              | S 2.0 | 38 | Eris Tondelli                | Eris Tondelli Carlos Pascualin                   | Chevron B19         | 137 |
| Nicht klassiert |       |    |                              |                                                  |                     |     |
| 13              | S 2.0 | 42 | Ecurie Esmerelda             | Georges Dumoing Jean-Louis Lafosse               | Lola T212           | 103 |
| Ausgefallen     |       |    |                              |                                                  |                     |     |
| 14              | S 2.0 | 16 | Ecurie Bonnier               | Giampiero Moretti Carlos Ruesch                  | Lola T212           | 127 |
| 15              | S 2.0 | 18 | Ecurie Bonnier               | Hector Luis Gradassi Emilio Bertolini            | Lola T212           | 118 |
| 16              | S 2.0 | 18 | Ecurie Bonnier               | Reine Wisell Gérard Larrousse                    | Lola T280           | 106 |
| 17              | S 3.0 | 6  | Autodelta SpA                | Toine Hezemans Rolf Stommelen                    | Alfa Romeo T33/TT/3 | 71  |
| 18              | S 3.0 | 4  | Autodelta SpA                | Andrea de Adamich Nanni Galli                    | Alfa Romeo T33/TT/3 | 60  |
| 19              | S 2.0 | 24 | Abarth-Osella                | Dieter Quester Àlex Soler-Roig                   | Abarth 2000SP/71    | 60  |
| 20              | S 2.0 | 22 | Abarth-Osella                | Arturo Merzario Spartaco Dini                    | Abarth 2000SP/71    | 47  |
| 21              | S 2.0 | 20 | Ecurie Bonnier               | Jorge Cupeiro Hughes de Fierlant                 | Lola T212           | 13  |
| 22              | S 2.0 | 46 | Equipe Bino                  | Wilson Fittipaldi José Renato Catapani           | Lola T212           | 8   |
| 23              | S 2.0 | 44 | Motor Racing Grand Prix Org. | Carlos Pace Angel Monguzzi                       | AMS 1300            | 4   |
| Nicht gestartet |       |    |                              |                                                  |                     |     |
| 24              | S 3.0 | 28 | Oreste Berta                 | Nestor Garcia-Veiga Luis Di Palma                | Berta LR            | 1   |

1Motorschaden im Training

### Nur in der Meldeliste
Hier finden sich Teams, Fahrer und Fahrzeuge, die ursprünglich für das Rennen gemeldet waren, aber aus den unterschiedlichsten Gründen daran nicht teilnahmen.
| Pos. | Klasse | Nr. | Team             | Fahrer                         | Chassis        |
| ---- | ------ | --- | ---------------- | ------------------------------ | -------------- |
| 25   | S 3.0  | 9   | Oreste Berta     |                                | Berta LR       |
| 26   | S 3.0  | 19  | Equipe Hollywood | Luís Pereira Bueno Lian Duarte | Porsche 908/02 |

### Klassensieger
| Klasse | Fahrer          | Fahrer          | Fahrzeug      | Platzierung im Gesamtklassement |
| ------ | --------------- | --------------- | ------------- | ------------------------------- |
| S 3.0  | Ronnie Peterson | Tim Schenken    | Ferrari 312PB | Gesamtsieg                      |
| S 2.0  | John Hine       | José Juncadella | Chevron B19   | Rang 5                          |

### Renndaten
- Gemeldet: 26
- Gestartet: 13
- Gewertet: 14
- Rennklassen: 2
- Zuschauer: 80.000
- Wetter am Renntag: warm und trocken
- Streckenlänge: 5,968 km
- Fahrzeit des Siegerteams: 5:45:58,220 Stunden
- Gesamtrunden des Siegerteams: 168
- Gesamtdistanz des Siegerteams: 1002,568 km
- Siegerschnitt: 173,886 km/h
- Pole Position: Ronnie Peterson - Ferrari 312PB (#30) - 1.58.590 - 181.175 km/h
- Schnellste Rennrunde: Reine Wisell - Lola T280 (#12) - 1.58.390 - 181,481 km/h
- Rennserie: 1. Lauf zur Sportwagen-Weltmeisterschaft 1972
- Rennserie: 1. Lauf der Spanischen Rundstrecken-Meisterschaft 1972